# Spathichlamys
Spathichlamys  es un género monotípico de plantas con flores perteneciente a la familia de las rubiáceas. Incluye una sola especie: Spathichlamys oblonga R.Parker (1931). Es nativa de Birmania.

## Taxonomía
Spathichlamys oblonga fue descrita por Richard Neville Parker y publicado en Bulletin of Miscellaneous Information Kew 1931: 43, en el año 1931.